# Anchoblatta signifera
Anchoblatta signifera är en kackerlacksart som först beskrevs av Samuel Hubbard Scudder 1875.  Anchoblatta signifera ingår i släktet Anchoblatta och familjen jättekackerlackor.
Artens utbredningsområde är Peru. Inga underarter finns listade i Catalogue of Life.